# Gamera l'Héroïque
Pour plus de détails, voir Fiche technique et Distribution.
Gamera l'Héroïque (小さき勇者たち ガメラ, Chīsaki yūsha tachi: Gamera) est un film japonais réalisé par Ryūta Tazaki, sorti en 2006.

## Fiche technique
- Titre français : Gamera l'Héroïque
- Titre original : 小さき勇者たち ガメラ (Chīsaki yūsha tachi: Gamera?)
- Réalisation : Ryūta Tazaki
- Scénario : Yukari Tatsui
- Production : Hidemasa Nagata
- Musique : Yōko Ueno
- Pays de production :  Japon
- Langue originale : japonais
- Genre : kaijū eiga
- Durée : 96 minutes
- Date de sortie : 
  - Japon : 29 avril 2006[1]

## Distribution
- Ryō Tomioka : Tōru Aizawa
- Kaho : Mai Nishio
- Shingo Ishikawa : Ishimaru Ishida
- Shōgo Narita : Katsuya Ishida
- Kanji Tsuda : Kōsuke Aizawa
- Susumu Terajima : Osamu Nishio
- Tomorowo Taguchi : conseiller Yoshimitsu Hitotsugi
- Kenjirō Ishimaru : professeur Soichirō Amamiya
- Megumi Kobayashi : Miyuki Aizawa
- Kenji Motomiya

## Autour du film
- C'est l'unique fois avec le court-métrage Gamera où l'origine de l'espèce de Gamera nous est inconnue (préhistorique dans l'ère showa et artificielle dans l'ère Heisei).
- Le rugissement de Toto  (le fils de Gamera et protagoniste du film) est créé à partir de celui du tyrannosaure du film The Land Unknown, le bruitage étant réutilisé notamment pour les personnages de King Kong ou Bowser.
- C'est le seul film Gamera de l'ère millénium (les autres films de l'ère proviennent de la franchise Godzilla, saga rivale de la série de films Gamera).